# Jerry Fujikawa
Jerry Fujikawa est un acteur américain, né le 18 février 1912 dans le comté de Monterey, en Californie, et décédé le 30 avril 1983 dans le comté de Los Angeles (États-Unis).

## Filmographie
- 1950 : Captives à Bornéo (Three Came Home) : Japanese Soldier
- 1951 : J'étais une espionne américaine (I Was an American Spy) : Japanese Guard
- 1951 : Tout ou rien (Go for Broke!) : Radio Operator
- 1952 : Japanese War Bride : Man at fish market
- 1959 : Le Voyage (The Journey) : Mitsu
- 1962 : Bachelor Flat de Frank Tashlin : Frank, Gardener
- 1963 : A Girl Named Tamiko : Manager
- 1967 : Les Mystères de l'Ouest (The Wild Wild West), (série TV) - Saison 3 épisode 6, La Nuit du Samouraï (The Night of the Samurai), de Gunnar Hellström : Prince Shinosuke
- 1968 : Nobody's Perfect : Watanabe
- 1969 : The Extraordinary Seaman : Adm. Shimagoshi
- 1971 : La Cane aux œufs d'or (The Million Dollar Duck)
- 1971 : Faits l'un pour l'autre (Made for Each Other) de Robert B. Bean : Vietnamese Man
- 1972 : The King of Marvin Gardens : Agura
- 1974 : Chinatown : Mulwray's Gardener
- 1975 : I Wonder Who's Killing Her Now?
- 1975 : Adieu ma jolie (Farewell, My Lovely) : Fence
- 1976 : À plein gaz (Eat My Dust) de Charles B. Griffith : Southern Lawyer
- 1976 : La Bataille de Midway (Midway) : Japanese gentleman
- 1976 : Mr. T and Tina (série TV) : Uncle Matsu
- 1978 : The End : Japanese Gardener
- 1978 : Le Chat qui vient de l'espace (The Cat from Outer Space) de Norman Tokar : Scientist
- 1979 : When Hell Was in Session (TV) : Komuro
- 1979 : Scavenger Hunt de Michael Schultz : Sakamato
- 1981 : There Was a Little Girl : Mr. Kimura
- 1983 : Le Souffle de la guerre (The Winds of War) (feuilleton TV) : Yaguchi
- 1983 : Second Thoughts : Yamashiro